# The Big Bran Hypothesis
The Big Bran Hypothesis es el segundo episodio de la serie de comedia The Big Bang Theory. Emitido por primera vez el 1 de octubre de 2007, fue escrito por Chuck Lorre y Bill Prady, y dirigido por Mark Cendrowski.

## Referencia al título
The Big Bran hypothesis hace referencia una de las marcas de cereales que Sheldon utiliza y que ordena perfectamente por su porcentaje de contenido en fibra. A la mañana siguiente de que los dos amigos ordenen el piso de Penny, Sheldon está más que relajado y se dispone a desayunar un tazón de leche con cereales bajos en fibra, pero, al escuchar a su vecina maldecir al encontrarse con la escena de su piso limpio, decide optar por otros cereales con alto contenido en fibra de la marca Big Bran.

## Sinopsis
Los cuatro amigos están cenando comida thai cuando llega Penny para pedirle a Leonard que reciba el mueble que le iban a traer al día siguiente. Leonard le invita a ver con ellos una maratón de películas de Superman, pero ellos empiezan a discutir y ella aprovecha para marcharse.
Cuando reciben el paquete tienen que subirlo ellos mismos y ven que les va a costar bastante ya que es grande. Consiguen llegar a su apartamento con mucha dificultad y al llegar allí ven el gran desorden que tiene en su casa. Esto altera a Sheldon, que intenta convencer a Penny para solucionarlo, pero Leonard le hizo callar antes de explicarle a lo que se refiere porque se avergüenza. Esa noche, mientras duerme Penny, Sheldon, obsesionado, se coló en su apartamento para organizarlo, Leonard lo descubre y después de intentar convencerle de que lo deje accede a ayudarle. A la mañana siguiente Sheldon se justifica diciendo que no podía conciliar el sueño con "eso" tan cerca. Satisfecho, Sheldon se encuentra en buen estado de ánimo, mientras que Leonard tenía algún remordimiento. Penny se da cuenta de los cambios en su apartamento y se enfada con ellos. 
Más tarde Penny se encuentra en la escalera con Raj y le cuenta la situación, para al final darse cuenta de que solo pretendían ayudarle, mientras Leonard está preocupado y no quiere jugar a Dance Dance Revolution. 
Luego Leonard se disculpa con una carta que contiene un gran número de comparaciones científicas, tratando de decirle que está arrepentido, mientras está leyendo la carta citando ejemplos científicos ella le interrumpe para decirle que le perdona. Finalmente el capítulo termina con los cuatro científicos montando el mueble que había recibido, y pensando en múltiples mejoras que podrían hacerle.